# Kota 229 (1958.)
Kota 229 je hrvatska televizijska drama iz 1958. godine, u režiji Marija Fanellija, po originalnom scenariju Kreše Novosela. Smatra se prvom izvorno za televiziju napisanom i izvedenom hrvatskom televizijskom dramom.
Budući da je drama izvedena uživo, a u to vrijeme se snimke filmskom kamerom nisu redovito izrađivale, Kota 229 nije sačuvana u arhivu Televizije Zagreb. Ne postoji ni sačuvani primjerak scenarija, a podaci o sadržaju, strukturi i produkciji temelje se isključivo na objavljenim kritikama i literaturi.
Premijerno je emitirana 24. travnja 1958. na Televiziji Zagreb, u okviru programskog ciklusa povodom VII. kongresa Saveza komunista Jugoslavije.

## Radnja
Drama je smještena na jedan dalmatinski otok tijekom Narodnooslobodilačke borbe. Dvojica partizana drže položaj iznad zaljeva kako bi zaštitili evakuaciju ranjenika. Jedan od njih, Britko, iznenada izlazi iz zaklona i pogiba. Drugi borac, Deda, ostaje sam i suočava se s moralnom dilemom – ostati na položaju po zapovijedi nadređenih ili pokušati spasiti druga. Drama se završava tragično: Deda ipak napušta položaj i biva pogođen, a telefonska linija ostaje nijema na poziv komandira koji javlja da je evakuacija uspješno završena.

## Glumačka postava
- Fabijan Šovagović kao Deda
- Drago Krča kao novinar Pavle Marjanović
- Zvonimir Ferenčić kao glas komandira

## Produkcija i režija
Scenarij je strukturiran oko četiri ključna telefonska razgovora između borca i komandira, što u drami čini osnovu tzv. „konstanta 4“ – režijskog i dramaturškog načela koje se provodi kroz broj planova, tonskih slojeva i montažnih postupaka. Dramska napetost pojačava se progresivnim približavanjem kamere te izmjenom vizualnih i zvučnih elemenata, uključujući unutarnje monologe, čitanje zapisa iz notesa i glas komandira. 
Režiser Mario Fanelli oslonio se na skromna produkcijska sredstva i tehnički ograničene uvjete tadašnje Televizije Zagreb. Emisija je emitirana uživo, bez očuvanog snimka, no zabilježena je u stručnoj literaturi kao primjer izrazito promišljenog korištenja televizijskih izražajnih sredstava.

## Televizijska forma i izražaj
U knjizi TV-kamere u eter autori Ivo Ruggeri i Mario Fanelli koriste dramu Kota 229 kao studiju izražajnog jezika televizije. Posebnu pažnju posvećuju načinu kako vizualna struktura, montaža, planski kutovi, te zvuk (glas, glazba, efekti) korespondiraju s unutarnjim stanjem lika. Drama koristi ograničen prostor, jedan glavni lik, te psihološku progresiju izraženu kroz promjenu svjetla, kadra i tona.

## Kritika
U Jugoslavenskom radiju drama je pohvaljena kao psihološki snažna i sugestivna. Istaknuto je da je realizirana uz sudjelovanje samo jednog glumca pred kamerom, dok su drugi likovi prisutni samo zvučno. Kritika je jedino zamjerila „pretjeranu tamu“ i „tišinu“ koja je mogla umanjiti iluziju realizma.

## Značaj
Kota 229 označava početak hrvatske televizijske drame kao autonomnog žanra, odvojenog od kazališnih adaptacija. Svojom strukturom i sadržajem anticipirala je smjer razvoja televizijske estetike u Hrvatskoj i Jugoslaviji, a njezina izvedba uživo predstavlja primjer hrabre rane televizijske produkcije.

## Vanjske poveznice
- Kota 229 u internetskoj bazi filmova IMDb-a